# Jacek Jeschke
Jacek Jeschke (ur. 30 sierpnia 1991 w Kowarach) – polski tancerz reprezentujący najwyższą klasę taneczną „S” w tańcach standardowych i latynoamerykańskich. Ośmiokrotny mistrz Polski w tańcu towarzyskim, finalista wielu międzynarodowych turniejów tańca. Trzykrotny zwycięzca programu rozrywkowego Dancing with the Stars. Taniec z gwiazdami w telewizji Polsat.

## Rodzina i edukacja
Ma dwoje młodszego rodzeństwa, brata Wojciecha (również tancerza tańca towarzyskiego) i siostrę Zuzannę. Ukończył XLVII LO im. Stanisława Wyspiańskiego w Warszawie, a następnie Politechnikę Warszawską.

## Kariera taneczna
Jego pierwszą partnerką taneczną była Magda Frey (2001). Następnie tańczył z Wiktorią Wior (2002–2010), Hanną Żudziewicz (2010–2012), Agnieszką Gajak (2012–2013) i Waleriją Agikjan (2013–2014). Od 7 lutego 2015 ponownie tańczy z Hanną Żudziewicz, z którą wystąpili na wielu polskich i międzynarodowych konkursach tańca towarzyskiego oraz w kategorii „show dance”. W 2011 zwyciężyli w prestiżowym turnieju Blackpool Dance Festival i zdobyli tytuł Mistrzów Świata w Tańcach Standardowych.
Od 2016 jest trenerem tańca w programie rozrywkowym Polsatu Dancing with the Stars. Taniec z gwiazdami, a jego partnerkami były: Anna Karczmarczyk, Ewa Błachnio, Paulina Chylewska, Barbara Kurdej-Szatan, Milena Rostkowska-Galant, Sylwia Bomba, Jamala, Anita Sokołowska, Natalia Nykiel i Maria Jeleniewska; zwyciężył w finale piątego (z Karczmarczyk), czternastego (z Sokołowską) i szesnastego (z Jeleniewską) sezonu programu.
W parze z Hanną Żudziewicz był półfinalistą pierwszej edycji programu rozrywkowego Polsatu World of Dance Polska (2018), a jeden z ich występów był szeroko komentowany w mediach z powodu poruszenia w nim tematu powstania warszawskiego. W latach 2020–2021 prowadził kanał „STARS Brand” na YouTube, na którym umieszczał nagrania swoich etiud tanecznych.

## Życie prywatne
W 2024 poślubił tancerkę Hannę Żudziewicz, z którą ma córkę Różę (ur. 6 października 2022).

## Osiągnięcia taneczne
- Mistrz Polski w stylu standardowym Junior 2 (2006)
- Mistrz Polski w stylu standardowym Youth (2008, 2009)
- Mistrz Polski w stylu 10-ciu tańców Youth (2007, 2009)
- II Wicemistrz Świata w stylu standardowym Junior 2 (2006)
- Wicemistrz Europy w stylu standardowym Youth (2008)
- Mistrz Europy w stylu standardowym Youth (2009)
- II Wicemistrz Świata w stylu standardowym Youth (2008)
- Wicemistrz Świata w stylu standardowym Youth (2009)
- II Wicemistrz Świata w stylu 10-ciu tańców Youth (2009)
- Zwycięzca Blackpool Dance Festival Rising Stars (2013)
- Wicemistrz Europy w stylu standardowym Dorośli WDC (2013)

### W parze zHanną Żudziewicz
- 2. miejsce: Styrian Open IDSF Open Standard (2010)
- 2. miejsce: Karkonosze Open IDSF Open Standard (2010)
- 1. miejsce: VIII Gliwice Dance Meeting Adult S Standard (2010)
- 2. miejsce: Professional Dance Adult Grand Prix Standard (2010)
- 1. miejsce: Baltic Cup Adults Rising Star Standard (2010)
- 2. miejsce: Polish Stars (Turniej Asów) Adult S Standard (2010)
- 2. miejsce: Polish Championships Polish Student Standard (2010)
- 3. miejsce: As Adult Grand Prix Standard (2010)
- 1. miejsce: UK Open Amateur Rising Star Ballroom (2011)
- 3. miejsce: Tropicana Cup IDSF Open Standard (2011)
- 2. miejsce: Blackpool Dance Festival Amateur Rising Star Ballroom (2011)
- 1. miejsce: Blackpool Dance Festival Under 21 Ballroom (2011)
- 2. miejsce: Lotto Classic Party IDSF Open Standard (2011)
- 1. miejsce: Alicante SportChallenge WDSF Open Standard (2011)
- 3. miejsce: German Open GOC Rising Stars Standard (2011)
- 2. miejsce: Karkonosze Open WDSF Open Standard (2011)
- 1. miejsce: International Championships Under21 Ballroom (2011)
- 1. miejsce: Alexander Dubcek Cup WDSF International Open Standard (2011)
- 2. miejsce: Academic & Juvenile II Polish Championships Amateur Standard Championships (2011)
- 1. miejsce: Poland Grand Prix Final Tournament Amateur Grand Prix Standard (2011)
- 1. miejsce: Dance Story Amateur Standard (2012)
- 1. miejsce: Dance Story Youth II Standard (2012)
- 1. miejsce: Spring Amateur Grand Prix Standard (2012)
- 2. miejsce: Imperial Championships Amateur Ballroom (2012)
- 2. miejsce: GD DANCE SHOW Amateur GP Standard (2015)
- 1. miejsce: Pomerian Dance Festival Adult Standard Cup (2015)
- 1. miejsce: OK Dance Open WDSF International Open Standard (2015)
- 2. miejsce: Karkonosze Open WDSF International Open Standard (2015)
- 1. miejsce: Hradec Kralove Open WDSF International Open Standard (2015)
- 1. miejsce: Szczecin Cup WDSF Amateur Standard (2015)
- 3. miejsce: Shkliar Cup WDSF World Open Standard (2015)
- 1. miejsce: Bologna Open WDSF International Open Standard (2016)
- 2. miejsce: Hungarian DanceSport Championships WDSF International Open Standard (2016)
- 1. miejsce: Timisoara Open Championships WDSF International Open Standard (2016)
- 2. miejsce: Zabrze WDSF Amateur Standard (2016)
- 1. miejsce: OK Dance Open WDSF International Open Standard (2016)
- 1. miejsce: Romanian International Dance Cup WDSF International Open Standard (2016)
- 3. miejsce: Cyprus Open WDSF World Open Standard (2016)
- 3. miejsce: WDSF Open Ruse WDSF World Open Standard (2016)
- 3. miejsce: Elbląg Standard Championships Amateur Standard Championships (2017)
- 1. miejsce: HASTON CUP Amateur GP Standard (2017)
- 1. miejsce: WR Dance Cup WDSF International Open (2017)
- 3. miejsce: Slovak Open Championships WDSF World Championships Show Dance Standard (2018)
- 3. miejsce: 49. International Dance Festival WDSF European Championships Show Dance Standard (2018)
- 1. miejsce: Karkonosze Open WDSF International Open Standard (2018)
- 1. miejece: Polish Cup WDSF European Champ Show Dance Standard (2019)